# João, o Anão
João, o Anão (Grego: Ἰωάννης Κολοβός; Árabe: ابو يحنّس القصير (Abū) Yuḥannis al-Qaṣīr c. 339 – c. 405), também chamado de João Colobos, João Kolobos ou Abade João, o Anão, foi um Padre do Deserto Copta da Igreja Cristã Primitiva.

## Vida
São João, o Anão nasceu na cidade de Tebas, no Egito, de pais pobres, mas cristãos piedosos. Seu desejo pela vida monástica o levou desde cedo a lugares remotos onde treinou a si mesmo para a ascese. Não demorou muito para que ele fosse levado pela inspiração divina a deixar sua cidade e, aos dezoito anos, ele e um irmão mais velho mudaram-se para o deserto de Scetes. Ele foi para se tornar um discípulo do velho eremita santo, Abade Pambo, o qual era professor de Bishoi, do qual viria a se tornar um bom amigo. No entanto, Pambo tentou impedí-lo de adotar essa dura vida monástica, mas, segundo a hagiografia, à noite, um anjo apareceu a ele pedindo-lhe que aceitasse o jovem João como monge. Após três dias inteiros de jejum e orações, o mestre e o discípulo testemunharam um anjo abençoando as roupas novas que o jovem vestiria, João se tornou, então, discípulo de Pambo.
São João Colobos pôs-se de todo o coração a revestir-se do espírito de Cristo e viveu uma vida de austeridade, ensinado a vários outros monges seu modo de vida, entre eles Arsênio, o Grande. O Santo anão se alimentava apenas de pão ázimo e vegetais a sua vida inteira e conseguia comer apenas uma refeição por dia.
Após a partida de Pambo, João foi ordenado sacerdote pelo Papa Teófilo e tornou-se abade do mosteiro que fundou em torno da bendita Árvore da Obediência. Quando os Mazices invadiram Scetes em 395, João fugiu do Deserto da Nítria e foi morar no Monte Colzim, perto da atual cidade de Suez, onde veio a morrer.
Quando se aproximava de seu fim, seus discípulos suplicaram-lhe que lhes deixasse alguma lição final de perfeição cristã. Ele suspirou, e para evitar o ar de um professor alegando sua própria doutrina e prática, ele disse, “Eu nunca segui minha própria vontade; nem nunca ensinei a outro o que eu mesmo não havia praticado primeiro''. Quando ele entregou sua alma ao Senhor, seu servo que voltava da aldeia viu os anjos levando sua alma para o Céu acompanhado pelos espíritos dos santos. Ele, então, tratou o corpo de seu mestre com honra e o carregou para a aldeia. Mais tarde, em 515, seu corpo foi levado para o deserto de Scetes.

## A Árvore da Obediência

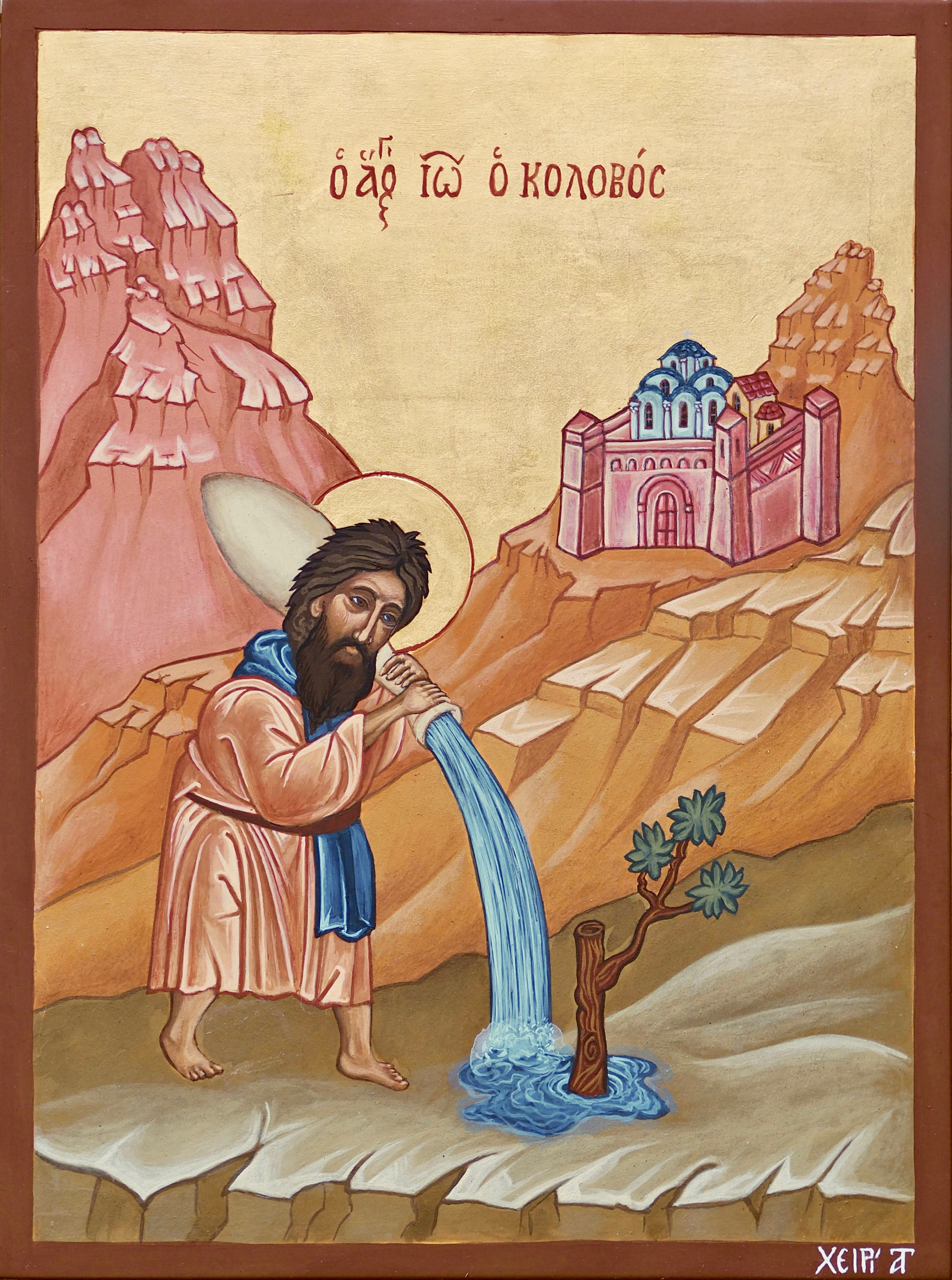
Ícone de São João Colobos em que ele é representado regando o graveto que viria a se tornar a Árvore da Obediência.

São João renunciou a toda e distração e entretenimento e, como os mosteiros ainda não haviam sido construídos naquela época, apenas os eremitas povoavam o deserto. Ele suportou todos os difíceis testes como um mestre experiente em vez de um discípulo brilhante. O Abade Pambo levou-o à perfeita vigilância,  humildade, solidão, subjugação do corpo, mansidão, silêncio, simplicidade e, principalmente, obediência.
Assim, na mais famosa história de São João, o Anão conta-se que, no deserto de Scetes, seu pai espiritual, Pambo, pegando um pedaço seco de madeira plantou-o e disse a ele: “Molhe-o todos os dias com uma garrafa de água, até que dê fruto”. João, de grande obediência, seguiu as ordens do abade e continuou a regar o graveto duas vezes ao dia, embora a água ficasse a cerca de 20 quilômetros de onde eles moravam. Ao final de três anos a madeira reviveu e deu fruto. Então o ancião pegou alguns frutos e levou-os à igreja, dizendo aos irmãos: “Peguem e comam do fruto da obediência”. Postumiano, senador romano que esteve no Egito em 402, garantiu que lhe mostraram esta árvore que crescia no pátio do mosteiro e que ele viu coberta de brotos e folhas verdes.
Sobre o silêncio, São Pambo o ensinou dizendo: "Meu filho, fique em silêncio para que os maus pensamentos não dominem sua mente e façam de sua alma perdida. Particularmente na igreja, devemos ser mais cuidadosos para sermos dignos da presença dos Santos Mistérios."

## Outras histórias e ensinamentos atribuídos a São João Colobos

### João e seu irmão
Em uma história, dizia-se de Pai João, o Anão, que um dia ele disse ao seu irmão mais velho: “Gostaria de ser livre de todos os cuidados, como os anjos, que não trabalham, mas prestam culto a Deus incessantemente”. Então, ele retirou seu manto e foi para o deserto. Depois de uma semana ele voltou ao seu irmão. Quando bateu à porta ouviu seu irmão dizer, antes de abrir: “Quem é você?” Ele disse: “Sou João, seu irmão”. Ao que o outro retrucou: “João se tornou um anjo e dessa maneira não mais se encontra entre os homens”. O outro pediu para entrar, dizendo: “Sou eu”. Contudo, seu irmão não o deixou entrar, mas o deixou lá fora, aflito, até de manhã. Então, abrindo a porta, disse-lhe: “Você é um homem e deve novamente trabalhar para poder comer”. Então João se prostrou diante dele, dizendo: “Perdoe-me”.

### Os testes de seus irmãos
Alguns irmãos vieram um dia para testá-lo, para ver se ele deixaria seus pensamentos se dissiparem e falasse das coisas desse mundo. Disseram-lhe então: “Damos graças a Deus, pois este ano tem chovido muito e as palmeiras puderam beber e suas folhas cresceram e os irmãos encontraram trabalho manual”. Pai João disse-lhes: “Então, é quando o Espírito Santo desce aos corações dos homens, eles se renovam e produzem folhas por temor a Deus”.
Também, que m dia, quando ele estava sentado em frente à igreja, os irmãos foram consultá-lo sobre seus pensamentos. Um dos anciãos viu e tornando-se presa do ciúme disse a ele: “João, seu vaso está cheio de veneno”. Pai João respondeu-lhe: “Isto é bem verdade, Pai; e você disse isso vendo apenas o lado de fora, mas se fosse capaz de ver o interior também, o que diria, então?”.

### Pai João e o Nepsis
Pai João disse: “Sou como um homem sentado debaixo de uma grande árvore, que vê bestas selvagens e serpentes, vindo contra ele em grande número. Quando não pode mais, ele corre e sobe na árvore e se salva. É a mesma coisa comigo; sento-me em minha cela e estou consciente de pensamentos maus vindo contra mim e quando não tenho mais forças contra eles, busco refúgio em Deus pela oração e sou salvo do inimigo”.
Ademais, deu este conselho: “Vigiar significa sentar-se na cela e estar sempre presente a Deus. Isto é o que significa o dizer: ‘eu vigiava e Deus veio até mim'”.

### João sobre o chamado do Cristo
Disse o abade João: “Esta palavra está escrita no Evangelho: Quando Jesus chamou Lázaro para fora do sepulcro, suas mãos e pés estavam amarrados e seu rosto envolvido num pano; Jesus o desatou e o despediu. Nós, portanto, temos as mãos e os pés amarrados e nosso rosto está coberto com um pano, obra das mãos do inimigo. Se, portanto, escutamos Jesus, ele nos livrará de tudo isso e nos libertará da escravidão de todos esses maus pensamentos. Então seremos filhos do Senhor, receberemos em herança as promessas e seremos filhos do Reino Eterno”.